# Nephodia claudaria
Nephodia claudaria là một loài bướm đêm trong họ Geometridae.